# Sokolohirne, Henicesk
Sokolohirne (în ucraineană Сокологірне) este localitatea de reședință a comunei Sokolohirne din raionul Henicesk, regiunea Herson, Ucraina.

## Demografie
Componența lingvistică a localității Sokolohirne
     Ucraineană (81,05%)
     Rusă (17,71%)
     Alte limbi (0,12%)
Conform recensământului din 2001, majoritatea populației localității Sokolohirne era vorbitoare de ucraineană (81,05%), existând în minoritate și vorbitori de rusă (17,71%).